# Französische Rugby-Union-Meisterschaft 1997/98
Die Saison 1997/98 war die 99. Austragung der französischen Rugby-Union-Meisterschaft (französisch Championnat de France de rugby à XV). Sie umfasste 20 Mannschaften in der ersten Division (heutige Top 14).
Die Meisterschaft begann mit der Qualifikationsrunde, in der je zehn Mannschaften in zwei Gruppen gegeneinander antraten. Die vier Bestplatzierten zogen ins Viertelfinale ein, für die übrigen Mannschaften war die Saison beendet. Wegen der Aufstockung der Liga in der darauf folgenden Saison gab es keine Absteiger. Die Viertelfinalbegegnungen wurden in einem Hinspiel und einem Rückspiel ausgetragen. Die Sieger des Halbfinales trafen im Endspiel aufeinander, das erstmals im Stade de France in Saint-Denis stattfand, und spielten um den Bouclier de Brennus. Dabei setzte sich der Aufsteiger Stade Français gegen die USA Perpignan durch und errang damit erstmals seit 1908 wieder den Meistertitel (zum neunten Mal insgesamt).

## Qualifikationsrunde
|     | Team               | Siege | Unent. | Ndlg. | Spiel- punkte | Diff. | Tabellen- punkte |
| --- | ------------------ | ----- | ------ | ----- | ------------- | ----- | ---------------- |
| 1.  | Stade Toulousain   | 14    | 0      | 4     | 561:345       | + 216 | 46               |
| 2.  | US Colomiers       | 12    | 1      | 5     | 521:373       | + 148 | 43               |
| 3.  | RC Narbonne        | 12    | 0      | 6     | 440:334       | + 106 | 42               |
| 4.  | AS Montferrand     | 11    | 0      | 7     | 490:358       | + 132 | 40               |
| 5.  | CA Brive           | 9     | 1      | 8     | 548:479       | + 69  | 37               |
| 6.  | Biarritz Olympique | 9     | 0      | 9     | 367:419       | − 52  | 36               |
| 7.  | US Dax             | 8     | 0      | 10    | 434:454       | − 20  | 34               |
| 8.  | AS Béziers         | 7     | 0      | 11    | 372:498       | − 126 | 32               |
| 9.  | Stade Rochelais    | 5     | 0      | 13    | 343:472       | − 129 | 28               |
| 10. | RRC Nice           | 2     | 0      | 16    | 313:657       | − 344 | 22               |

|     | Team                | Siege | Unent. | Ndlg. | Spiel- punkte | Diff. | Tabellen- punkte |
| --- | ------------------- | ----- | ------ | ----- | ------------- | ----- | ---------------- |
| 1.  | Stade Français      | 12    | 1      | 5     | 518:340       | + 178 | 43               |
| 2.  | USA Perpignan       | 12    | 1      | 5     | 491:323       | + 168 | 43               |
| 3.  | CA Bordeaux-Bègles  | 12    | 1      | 5     | 439:307       | + 132 | 43               |
| 4.  | Castres Olympique   | 12    | 0      | 6     | 436:319       | + 117 | 42               |
| 5.  | Section Paloise     | 10    | 1      | 7     | 436:326       | + 111 | 39               |
| 6.  | CS Bourgoin-Jallieu | 9     | 1      | 8     | 405:324       | + 81  | 37               |
| 7.  | RC Toulon           | 9     | 1      | 8     | 366:380       | − 14  | 37               |
| 8.  | SU Agen             | 8     | 1      | 9     | 340:343       | − 3   | 35               |
| 9.  | FC Grenoble         | 2     | 1      | 15    | 264:511       | − 247 | 23               |
| 10. | Montpellier RC      | 0     | 0      | 18    | 241:764       | − 523 | 18               |

## Finalphase

### Viertelfinale
| Datum                      | Begegnung                           | Hinspiel | Rückspiel | Gesamt |
| -------------------------- | ----------------------------------- | -------- | --------- | ------ |
| 24. April 1998 2. Mai 1998 | AS Montferrand – Stade Toulousain   | 19:10    | 09:22     | 28:32  |
| 24. April 1998 2. Mai 1998 | RC Narbonne – US Colomiers          | 19:19    | 08:08     | 27:27  |
| 25. April 1998 2. Mai 1998 | CA Bordeaux-Bègles – Stade Français | 31:26    | 18:24     | 49:50  |
| 25. April 1998 2. Mai 1998 | Castres Olympique – USA Perpignan   | 25:19    | 07:42     | 32:61  |

Die US Colomiers setzten sich aufgrund der höheren Anzahl auswärts erzielter Punkte durch.

### Halbfinale
| Datum       | Begegnung                         | Ergebnis |
| ----------- | --------------------------------- | -------- |
| 9. Mai 1998 | Stade Français – Stade Toulousain | 39:03    |
| 9. Mai 1998 | USA Perpignan – US Colomiers      | 15:12    |

### Finale
| 16. Mai 1998 | Stade Français                                                                                          | 37 : 7         | USA Perpignan                               | Stade de France, Saint-Denis Zuschauer: 78.000 Schiedsrichter: Joël Dumé |
| 16. Mai 1998 | Versuche: Simon, Bolobolo, Mytton, Dominici, Gomes Erhöhungen: Domínguez (3) Straftritte: Domínguez (1) | (14:0) Bericht | Versuche: Perarnau Erhöhungen: Arandiga (1) | Stade de France, Saint-Denis Zuschauer: 78.000 Schiedsrichter: Joël Dumé |

Aufstellungen
Stade Français:

Startaufstellung: Serge Simon, Vincent Moscato, Philippe Gimbert, David Auradou, Hervé Chaffardon, Marc Lièvremont, Richard Pool-Jones, Christophe Juillet, Christophe Laussucq, Diego Domínguez, Emori Bolobolo, Cliff Mytton, Franck Comba, Christophe Dominici, Arthur Gomes

Auswechselspieler: Grant Ross, Sylvain Marconnet, Geoffrey Abadie, Olivier Roumat, Christophe Moni, Laurent Pedrosa, Ludovic Loustau
USA Perpignan:

Startaufstellung: Renaud Peillard, Jacques Lançon, Stéphane de Bésombes, Jérôme Pradal, Mike James, Sylvain Deroeux, Gérard Majoral, Thomas Lièvremont, Jacques Basset, Laurent Salies, Grégory Tutard, Mathieu Barrau, Didier Plana, Alewyn Joubert, Gérald Bastide

Auswechselspieler: Michel Konieck, Pascal Meya, Gaël Arandiga, Christophe Perarnau, Alain Fourny, Hervé Laporte, Olivier Olibeau